# Yajilin

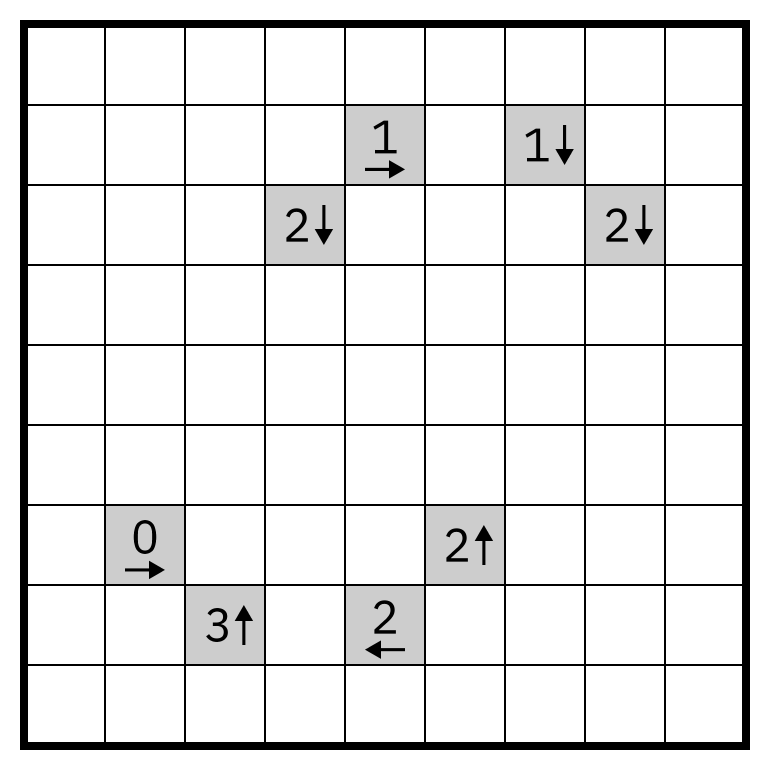
Voorbeel van een Yajilin puzzel.

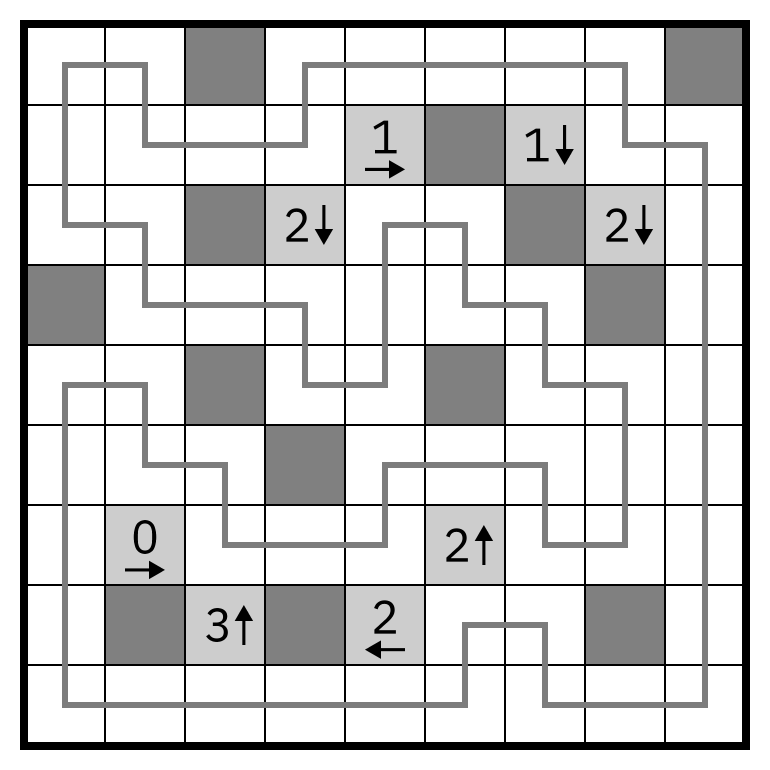
Oplossing.

Yajilin (ヤジリン) is een soort logische puzzel.
Yajilin werd bedacht door puzzeluitgeverij Nikoli; het verscheen voor het eerst in Puzzle Communication Nikoli #86 (juni 1999). De naam is Japans, het is een samentrekking is van ヤジルシ ( yajirushi, richtpijl) en リンク (rinku , het Engelse woord 'link'). De puzzel werd in het Engels gepubliceerd onder de naam Arrow Ring, zoals bij de Amerikaanse kwalificatiewedstrijd van 2005 voor het Wereldkampioenschap Puzzelen.

## Spelregels
Yajilin wordt gespeeld op een rechthoekig diagram van vierkanten. In het begin zijn vakjes ofwel indicatief (met een getal en een pijl die naar 'omhoog', 'omlaag', 'links' of 'rechts' wijst) of leeg.
Zwarte vakjes, een extra celtype, kunnen tijdens het oplossingsproces worden ontdekt.
Het doel is om een enkele doorgaande niet-kruisende lus te tekenen die door elk vakje gaat dat niet zwart of indicatief is. De lus moet elke cel 'binnenkomen' vanuit het midden van een van de vier zijden en 'verlaten' vanaf een andere kant; alle bochten zijn 90 graden.
Voor elk indicatief vakje geeft het nummer het aantal zwarte cellen aan die in die rij of kolom in de richting van de pijl liggen. Indicatieve cellen kunnen nooit zwart zijn en tellen niet als een zwart vakje om andere indicatieve vakjes te bevredigen, hoewel de lus er niet doorheen kan gaan.
De oplossing moet voldoen aan de volgende regels:
- Elke niet-indicatief vakje is zwart of bevat een deel van de lus.
- Elke indicatieve cel is nauwkeurig. Als een indicatief vakje bijvoorbeeld een pijl heeft die naar links wijst en het cijfer '3', moeten er precies 3 zwarte cellen links van die indicatieve cel in dezelfde rij staan.
- Zwarte cellen delen geen zijde.

Er kunnen zwarte vakjes zijn die niet worden verklaard door de indicatieve cellen.